# Love and Loot
Love and Loot è un cortometraggio muto del 1916 diretto da Lawrence Semon (Larry Semon). Gli vennero dati anche i titoli An Amateur at Heart o Loot and Love.

## Produzione
Il film fu prodotto dalla Vitagraph Company of America.

## Distribuzione
Distribuito dalla General Film Company, il film - un cortometraggio in una bobina - uscì nelle sale cinematografiche statunitensi il 15 settembre 1916.